# Cardenia rossa
Cardenia rossa (The Hell Cat) è un film muto del 1918 diretto da Reginald Barker, un western prodotto da Diva Pictures, con interpreti Geraldine Farrar e Tom Santschi.
Il film uscì nelle sale il 24 novembre 1918, distribuito dalla Goldwyn Distributing Company.

## Trama
Lo sceriffo Jack Webb e il fuorilegge Jim Dyke si disputano i favori della figlia di un irlandese, la bella Pancha O'Brien. Lei, innamorata dello sceriffo, respinge ripetutamente Dyke che alla fine, furioso, attacca con i suoi uomini il ranch degli O'Brien: dopo aver ucciso il padre di Pancha, rapisce la ragazza che porta nella sua capanna. Ma la squaw che vive con Dyke reagisce, gelosa, tentando di accoltellare Pancha. Le due donne hanno un chiarimento: Pancha spiega a Wan-o-mee che lei ama un altro e che vorrebbe fuggire. Così le chiede di andare ad avvisare lo sceriffo. Ma, rimasta chiusa con Dyke, accetta la sua proposta di matrimonio. I due prendono la strada per Cheyenne, ma vengono raggiunti dallo sceriffo e dai suoi uomini. Dyke, però, ormai è morto, pugnalato da Pancha. Per proteggere la donna che vuole sposare, Jack si accusa della morte del bandito e chiede a Pancha di sposarlo.

## Produzione
Il film fu prodotto dalla Diva Pictures e dalla Goldwyn Pictures Corporation. Secondo la pubblicità, l'intera produzione del film venne girata nel Wyoming nei pressi di Cody.

## Distribuzione
Il copyright del film, richiesto dalla Diva Pictures, Inc., fu registrato il 25 novembre 1918 con il numero LP13070.
Distribuito dalla Goldwyn Distributing Company, il film uscì nelle sale cinematografiche statunitensi il 24 novembre 1918. In Danimarca, il titolo fu tradotto in Præriens Rose, in Francia come La Bête féroce.
Non si conoscono copie ancora esistenti della pellicola che viene considerata presumibilmente perduta.